# Ампела
Ампела (грч. ἄμπελος) је у грчкој митологији била нимфа.

## Митологија
Била је једна од хамадријада, нимфа вина које се добија од врсте дивљег грожђа, Vitis silvestris, али и од врста: Bryonia creticus, Tamus communis и Fucus volubilis. Исто (Ampelos) или слично (Ampelus) латинско име има и мушки јунак из грчке митологије, Ампел.